# Weismain
Weismain er en by i Landkreis Lichtenfels regierungsbezirk Oberfranken i den tyske delstat Bayern.

## Geografi
Weismain er en rekreationsby, der ligger i udkanten af Naturpark Fränkische Schweiz-Veldensteiner Forst, og ligger ved floden Weismain.

### Inddeling
I kommunen Weismain ligger ud over byen Weismain disse landsbyer og bebyggelser:
Altendorf, Arnstein, Berghaus, Bernreuth, Buckendorf, Erlach, Fesselsdorf, Frankenberg, Geutenreuth, Giechkröttendorf, Görau, Großziegenfeld, Herbstmühle, Kaspauer, Kleinziegenfeld, Kordigast, Krassach, Krassacher Mühle, Lochhaus, Modschiedel, Mosenberg, Neudorf, Niesten, Oberloch, Schammendorf, Seubersdorf, Siedamsdorf, Wallersberg, Waßmannsmühle, Weiden, Weihersmühle, Wohnsig og Wunkendorf.

## Historie
Weismain bliver nævnt første gang i 800, i en skrivelse fra Kloster Fulda.